# Bóng bàn tại Đại hội Thể thao châu Á 1998
Bóng bàn được tổ chức tại Đại hội Thể thao châu Á 1998 ở Bangkok, Thái Lan từ 6 tháng 12 đến 20 tháng 12 năm 1998. Trung Quốc duy trì ưu thế của mình trong bộ môn này và giành tổng cộng 9 huy chương, với 6 huy chương vàng. Kim Taek-Soo của Hàn Quốc là người chơi duy nhất không phải là người Trung Quốc đạt được huy chương vàng, và huy chương của anh Hàn Quốc xếp thứ hai trong bảng xếp hạng. CHDCND Triều Tiên và Hồng Kông cả hai đều đạt được một huy chương bạc và một huy chương đồng, và xếp vị trí thứ ba trong bảng xếp hạng.

## Tóm tắt huy chương

### Bảng huy chương
| 1    | Trung Quốc (CHN)        | 6 | 2 | 1  | 9  |
| 2    | Hàn Quốc (KOR)          | 1 | 3 | 4  | 8  |
| 3    | Hồng Kông (HKG)         | 0 | 1 | 1  | 2  |
| 3    | CHDCND Triều Tiên (PRK) | 0 | 1 | 1  | 2  |
| 4    | Đài Bắc Trung Hoa (TPE) | 0 | 0 | 5  | 5  |
| 5    | Nhật Bản (JPN)          | 0 | 0 | 2  | 2  |
| Tổng | Tổng                    | 7 | 7 | 14 | 28 |

### Huy chương giành được
| Nội dung    | Vàng                                                                  | Bạc                                                                              | Đồng                                                                                       |
| ----------- | --------------------------------------------------------------------- | -------------------------------------------------------------------------------- | ------------------------------------------------------------------------------------------ |
| Đơn nam     | Kim Taek-Soo · Hàn Quốc                                               | Liu Guoliang · Trung Quốc                                                        | Oh Sang-Eun · Hàn Quốc                                                                     |
| Đơn nam     | Kim Taek-Soo · Hàn Quốc                                               | Liu Guoliang · Trung Quốc                                                        | Kong Linghui · Trung Quốc                                                                  |
| Đôi nam     | Trung Quốc (CHN) · Kong Linghui · Liu Guoliang                        | Hàn Quốc (KOR) · Lee Chul-Seung · Oh Sang-Eun                                    | Đài Bắc Trung Hoa (TPE) · Wu Wen-chia · Kuo Chih-hsiang                                    |
| Đôi nam     | Trung Quốc (CHN) · Kong Linghui · Liu Guoliang                        | Hàn Quốc (KOR) · Lee Chul-Seung · Oh Sang-Eun                                    | Đài Bắc Trung Hoa (TPE) · Chiang Peng-lung · Chang Yen-shu                                 |
| Đội nam     | Trung Quốc (CHN) · Liu Guoliang · Kong Linghui · Wang Liqin · Yan Sen | Hàn Quốc (KOR) · Lee Chul-Seung · Park Sang-Joon · Kim Taek-Soo · Oh Sang-Eun    | Nhật Bản (JPN) · Hiroshi Shibutani · Seiko Iseki · Toshio Tasaki · Ryo Yuzawa              |
| Đội nam     | Trung Quốc (CHN) · Liu Guoliang · Kong Linghui · Wang Liqin · Yan Sen | Hàn Quốc (KOR) · Lee Chul-Seung · Park Sang-Joon · Kim Taek-Soo · Oh Sang-Eun    | Đài Bắc Trung Hoa (TPE) · Chiang Peng-lung · Chang Yen-shu · Wu Wen-chia · Kuo Chih-hsiang |
| Đơn nữ      | Wang Nan · Trung Quốc                                                 | Li Ju · Trung Quốc                                                               | Chen Jing · Đài Bắc Trung Hoa                                                              |
| Đơn nữ      | Wang Nan · Trung Quốc                                                 | Li Ju · Trung Quốc                                                               | Ryu Ji-Hae · Hàn Quốc                                                                      |
| Đôi nữ      | Trung Quốc (CHN) · Li Ju · Wang Nan                                   | Hồng Kông (HKG) · Chan Tan Lui · Song Ah Sim                                     | Hàn Quốc (KOR) · Ryu Ji-Hae · Lee Eun-Sil                                                  |
| Đôi nữ      | Trung Quốc (CHN) · Li Ju · Wang Nan                                   | Hồng Kông (HKG) · Chan Tan Lui · Song Ah Sim                                     | Đài Bắc Trung Hoa (TPE) · Xu Jing · Chen Chiu-tan                                          |
| Đội nữ      | Trung Quốc (CHN) · Li Ju · Wu Na · Wang Nan · Yang Ying               | CHDCND Triều Tiên (PRK) · Kim Hyon-Hui · Wi Bok-Sun · Tu Jong-Sil · Kim Hyang-Mi | Hàn Quốc (KOR) · Park Hae-Jung · Ryu Ji-Hae · Kim Moo-Kyo · Lee Eun-Sil                    |
| Đội nữ      | Trung Quốc (CHN) · Li Ju · Wu Na · Wang Nan · Yang Ying               | CHDCND Triều Tiên (PRK) · Kim Hyon-Hui · Wi Bok-Sun · Tu Jong-Sil · Kim Hyang-Mi | Hồng Kông (HKG) · Chan Tan Lui · Song Ah Sim · Tong Wun · Wong Ching                       |
| Đôi hỗn hợp | Trung Quốc (CHN) · Wang Liqin · Wang Nan                              | Hàn Quốc (KOR) · Oh Sang-Eun · Kim Moo-Kyo                                       | CHDCND Triều Tiên (PRK) · Kim Song-Hui · Kim Hyon-Hui                                      |
| Đôi hỗn hợp | Trung Quốc (CHN) · Wang Liqin · Wang Nan                              | Hàn Quốc (KOR) · Oh Sang-Eun · Kim Moo-Kyo                                       | Nhật Bản (JPN) · Ryo Yuzawa · Keiko Okazaki                                                |